# Fuligule austral
Aythya australis
Espèce
Statut de conservation UICN

 LC  : Préoccupation mineure
Le Fuligule austral (Aythya australis) est une espèce d'oiseaux de la famille des Anatidae. C'est le seul fuligule d'Australie.

## Description
C'est un petit canard ne dépassant pas généralement 45 cm de longueur, mais pouvant atteindre parfois 60 cm, et de forme trapue. Sa masse moyenne est de 850 g. Mâles et femelles sont chocolat sur le dos, roux sur les flancs et blanc sur le ventre. Le dessous des ailes est blanc. Chez le mâle, les yeux ont un anneau blanc alors qu'il est brun chez la femelle.

## Distribution et habitat
Il est très courant dans le sud-est de l'Australie, particulièrement dans le bassin Murray-Darling mais aussi dans les régions côtières humides environnantes. Il est assez sédentaire de manière générale, mais peut se déplacer très loin en cas de sécheresse, pouvant aller jusqu'en Nouvelle-Guinée, Nouvelle-Zélande ou autres îles de l'océan Pacifique, où il peut rester quelque temps, voire y nicher une saison ou deux.
Il préfère les grands lacs, les étangs et les rivières profonds où l'eau est calme, mais on peut également les voir dans les petits cours d'eau, les prairies inondées ou les mares. Ils évitent les côtes, vont rarement à terre et évidemment[pourquoi ?] ne se perchent jamais.

## Alimentation
Ce canard se nourrit de petits animaux aquatiques[Lesquels ?] qu'il va chercher en plongeant profondément en se propulsant avec ses pattes et en fouillant avec sa tête. Éventuellement, il peut consommer des graines aquatiques.

## Reproduction
Il se reproduit toute l'année. La femelle pond une dizaine d'œufs qu'elle couve 32 jours.

## Sous-espèces
D'après Alan P. Peterson, cette espèce est constituée des deux sous-espèces suivantes :
- Aythya australis australis (Eyton) 1838 ;
- Aythya australis extima Mayr 1940.

## Galerie

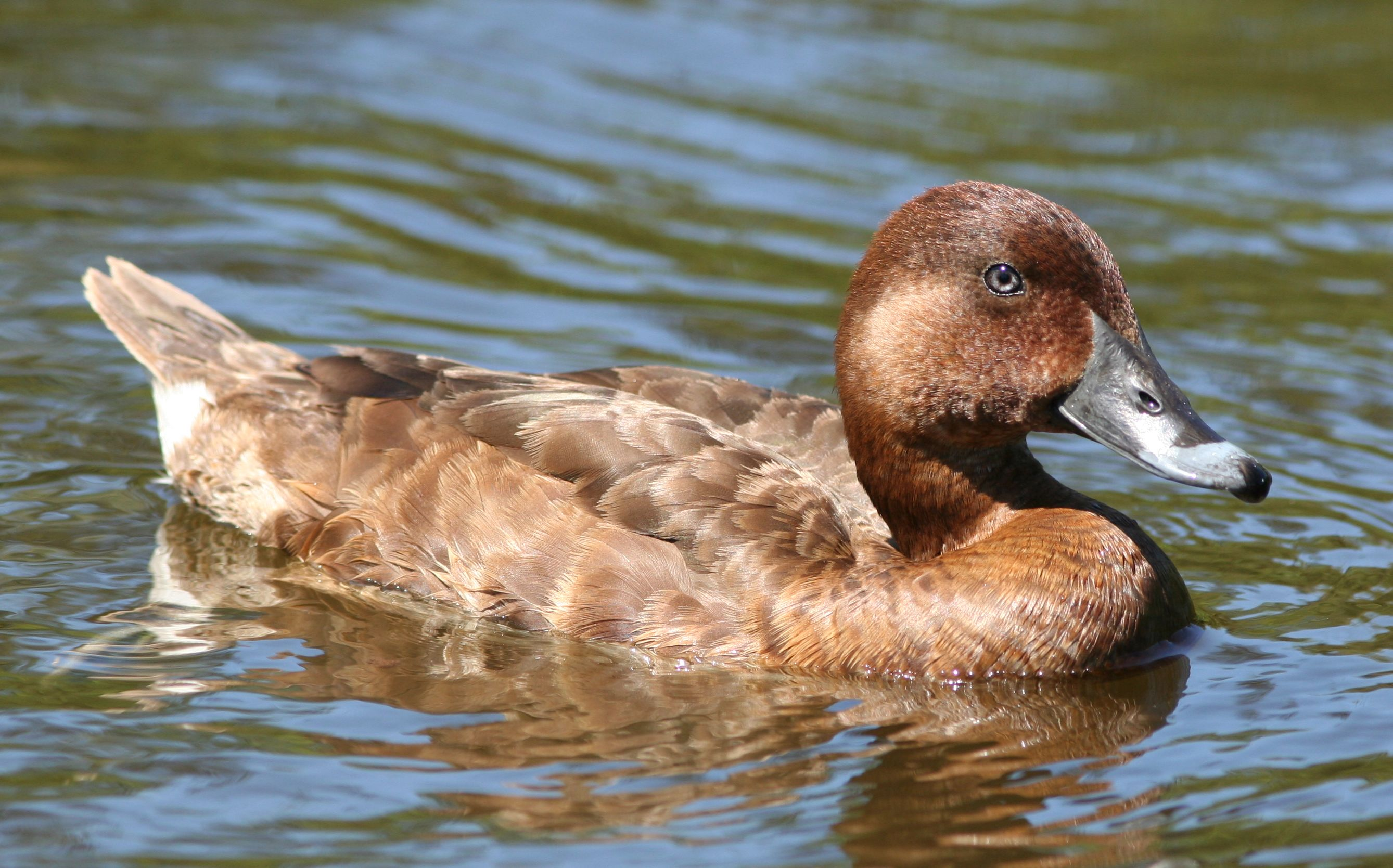
Femelle

## Référence
- http://birdsinbackyards.net/species/Aythya-australis